# Dean Kramer
Dean Kramer (ur. 29 kwietnia 1952 w Filadelfii) – amerykański pianista; laureat V nagrody na IX Międzynarodowym Konkursie Pianistycznym im. Fryderyka Chopina (1975).

## Życiorys
Studiował w Oberlin Conservatory of Music (BMus 1973) i na University of Texas at Austin (MMus 1976, DMA 1992). Brał też udział w kursach mistrzowskich organizowanych przez Ginę Bachauer, Artura Rubinsteina i Vladimira Horowitza.
Zwyciężył w Konkursie Muzycznym im. Tadeusza Kościuszki w Nowym Jorku (1972), Konkursie Pianistycznym w Waszyngtonie (1973) i Amerykańskim Konkursie Chopinowskim w Miami (1975). W 1975 wziął udział w IX Międzynarodowym Konkursie Pianistycznym im. Fryderyka Chopina, gdzie zdobył V nagrodę. Ponadto uczestniczył w Międzynarodowym Konkursie im. Giny Bachauer w Provo i Międzynarodowym Konkursie im. Williama Kapella w College Park.
Po sukcesach konkursowych występował z orkiestrami w Cincinnati, Pittsburghu i Miami. Dawał koncerty w USA, Finlandii, Francji, Chinach, Singapurze, Rumunii, Egipcie, Japonii, na Malcie i Węgrzech. Dokonywał nagrań dla radia i telewizji. Rozpoczął też pracę pedagogiczną w Katedrze Fortepianu na University of Oregon. Prowadzi kursy mistrzowskie dla młodych pianistów w Europie i Azji.